# As-sahifa as-saŷŷadiyya
Al-sahifa al-Saŷŷadiyya (árabe: الصحيفة السجادية) (La plegaria del Sayyad) es un libro de oraciones islámicas y súplicas, del cuarto Imam de los chiitas: "Zain al-Abidín", Ali ibn al-Husayn, conocido también como el Sayyad.
El libro es también conocido como "Las escrituras de Ahl ul-Bayt" (La Gente de la Casa), "Zabur Ale Dawood" (Salmos de David) y "Hermano del Corán".

## Particularidad
Aunque es un libro de plegarias, este documento incluye muchos asuntos sobre el Islam en sí, como sus leyes, temas políticos, sociales y morales; todo ello en forma de oración.

## Documentos
As-sahifa as-Sayyadíyiah Kameleh tiene 57 oraciones que Ali ibn al-Husayn recitaba mientras que sus hijos Muhámmad y Zayd las escribían. Yahya, el hijo de Zayd, dio las oraciones a Mutawákkil para guardarlas. Mutawákkil Ibn Harún, de los compañeros de Imam Sádiq, dijo: “Yo tengo 46 oraciones”.
Mutawákkil dio a Imam Sádiq las oraciones, las cuales se parecen a las que escribió Imam Muhammad Báqir. Este tuvo 46 de las 57 oraciones. Actualmente se mantienen 45 oraciones de Sahifa Sayyadiiah Al-Kameleh según la narración de Muhammad Ahmad.
Hay más de tres mil manuscritos del Sahifa Sayyadiiah. Muchos de los estos se escribían del texto de Muhammad Taqi Majlesi, por lo que estos textos no tienen diferencias. Majlesi afirmó: he recibido el libro desde 650 mil vías diferentes.
Sahifa Sayyadiiah fue traducido por primera vez por William Chittick al inglés.

## Adicional de Sahifa Sayyadiiah
Como de las 57 oraciones de Sahifa Sayyadiiah, 12 oraciones se perdieron, algunos científicos han observado en otros libros algunas oraciones que se podrían asociar al Imam Saŷŷad.  Algunos de ellos son:Sahifa Sayyadiiah (el segundo Sahifa), Sheij Hor Amoli, (la escritura de Wasayelo Al-shiah).
1. Sahifa Salese (el tercer Sahifeh), Formulado por Mirza Abdolah Afandi.
2. Sahifa Rabeeh (el cuatro Sahifeh), formulado por Mohades Nuri.
3. Sahifa Khameseh (el quinto Sahifeh), formulado por Sayyed Mohsen Amin.
4. Sahifa Sadeseh (el sexto Sahifeh), formulado por Sheij Saleh Ibn Mirza Fazl Allah Mazandarani Haeri.
5. Sahifa Sayyadiiah Kameleh, formulado por Ayatol Allah Sayyed Muhammad Ali Abtahi e incluye todos textos de Sahifa Sayyadiiah.
6. Otro Sahifa Sayyadiiah, formulado por Sheij Muhammad Ibn Herfusi.
7. Un libro con nombre “Al-Sahifa Al-Sayyadiiah Al-Yamiah”, por Sayyed Muhammad Baqir Muwahid Abtahi Esfehani y editado por el Instituto de Imam Mahdi, en Qom. Este libro tiene 720 oraciones y súplicas  incluye todas las oraciones en otros libros.

## Descripciones de Sahifa Sayyadiiah
Algunas de las varias descripciones del libro son: 
1. La descripción de Muhaghigh Sani (el segundo investigador), en árabe.
2. La descripción de Kafami.
3. La descripción de Sheij Bahai.
4. La descripción de Molla Muhammad Hadi Mazandarani.
5. La descripción de Mirdamad.
6. La descripción de Muhammad Baqir Majlesi.
7. La descripción de Alamah, Sayyed Ali Hussayni (Al-Riaz Al-Salekin).
8. La descripción de Qot Al-Din Sharif Lahiji.

## La atención de los científicos sunitas aSahifa Sayyadiiah
En año 1353 de la hégira, el Ayatolah (científico religioso chiita) Maraashi Nayafi envió un texto de Sahifa Sayyadiiah al señor Johari Tantawi (científico Sunita que vivió en Qihirah). Después de recibir el libro este respondió en una carta:
“He recibido su carta con un libro de los oros de Ali Zain al-Abidín Ibn Husayn. He cogido el libro con respeto. Y me he encontrado con un libro grande en las ciencias islámicas. Desafortunadamente no había visto esta obra valiosa de Ahl ul-Bayt (Gente de la Casa) y la obra es un legado de esta familia. La verdad es un libro glorioso. ¡Que Dios le bendiga por este regalo que me ha dado! además ¿Quién ha interpretado el libro y usted tiene algo o no?”
El Ayatolah Marashafi respondió a la carta de Tantawi y mencionó nombres de unos libros parafrásticos de Sahifa Sayyadiiah. Además envió el libro Riaz Al-salekin junto con otros. Tantawi lo recibió con entusiasmo y en otra carta le escribió:
He recibido su carta con el libro Riaz Al-Salekin, la descripción de Sahifa Sayyadiiah de Imam Zain al Abidín, Ali ibn al-Husayn y otros libros. Son imbatibles. Yo los he dado a un científico, el señor Sayyed Muhammad Hasan Azami Hendi, secretario de la Convención de los Hermanos Islámicos, para que la gente lo use en la biblioteca. Y estoy listo para escribir la descripción de Sahifa Sayyadiiah.
Por supuesto, antes de esta atención, Al-sahifa al-Saŷŷadiyya se observaba fue observado por los científicos sunitas: Ibn Juzi en Khisais Al-Aimmah, Ibn Abi Al-Hadid en la descripción de Nahch al-balaghah y Hafiz Soleyman Ibn Ibrahim Al-Qanduzi en Yanabi al-mawadah, quienes han narrado algunas de las oraciones del libro.
Sheij Sebt Ibn Jozi, después de leer Sahifa Sayyadiiah escribió:
“Si no hubiera habido Sahifa Sayyadiiah de Zain al Abidín, los musulmanes no sabrían cómo hablar con Dios y cómo rogarle, y él nos enseñó cómo hemos de hablar con Dios. Entonces él es como nuestro profesor.”